# نیکون اف۸۰
نیکون اف۸۰ (به انگلیسی: Nikon F80) یک دوربین عکاسی ساخت شرکت نیکون است.